# Asklepios Westklinikum Hamburg

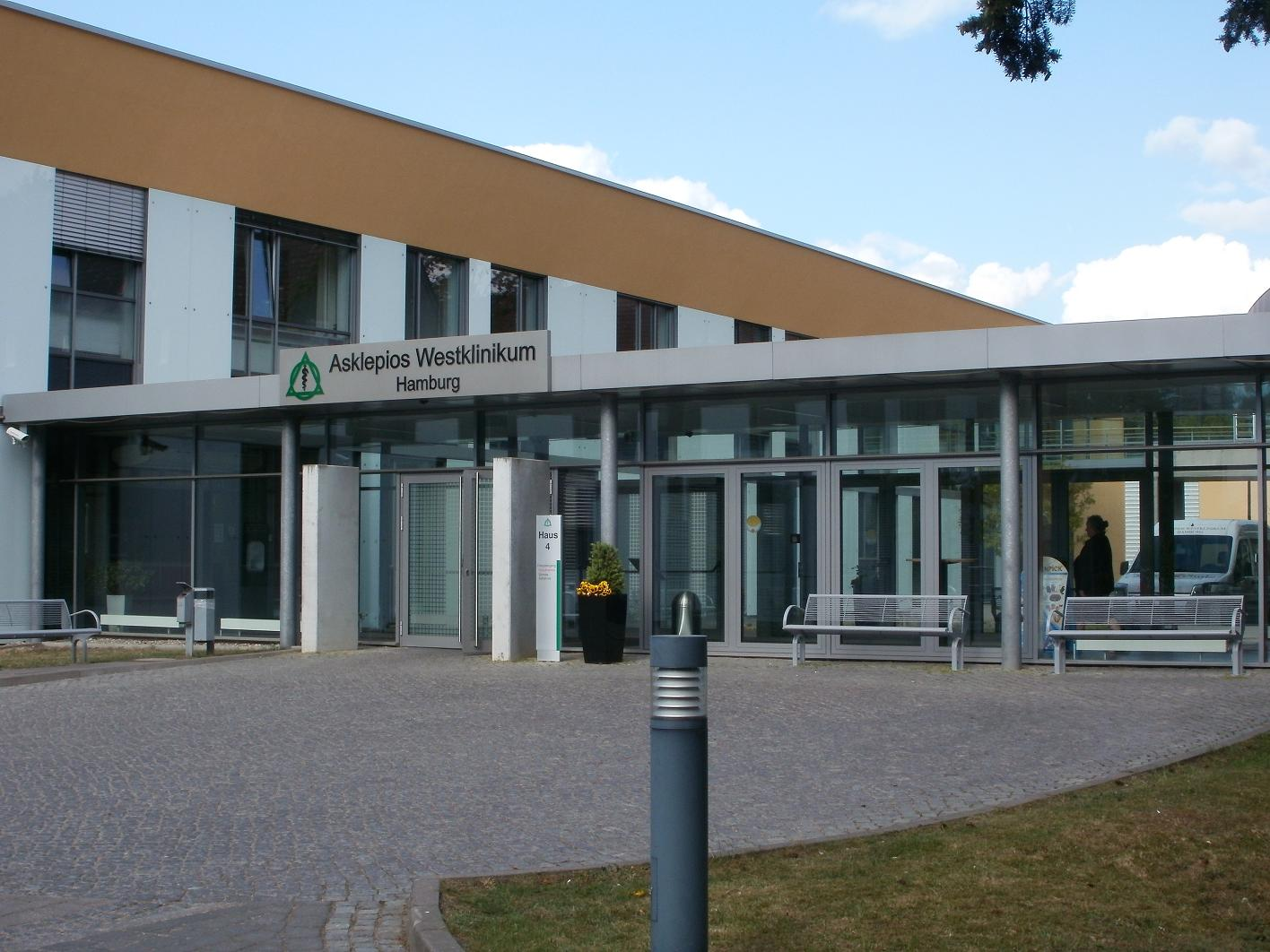
Asklepios-Westklinikum-Hamburg

Das Asklepios Westklinikum Hamburg (früher: Allgemeines Krankenhaus Rissen AKR), 1937 als Luftwaffenkaserne erbaut, ist das Allgemeine Krankenhaus im Hamburger Stadtteil Rissen im Bezirk Altona und Bestandteil des inzwischen teilprivatisierten Landesbetriebs Krankenhäuser Hamburg. Aufgrund seiner seit 2008 bestehenden Zusammenarbeit mit der Kieler Christian-Albrechts-Universität gehört es zu den akademischen Lehrkrankenhäusern und bietet auch die Ausbildung in der Krankenpflege an.
Ärztlicher Leiter ist Thomas Mansfeld.
Das Klinikum wird seit dem Jahr 1946 in der ehemaligen Luftwaffenkaserne Rissen betrieben. Bis 2001 wurde es in Kooperation zwischen der Stadt Hamburg und der DRK-Schwesternschaft geführt. Inzwischen hat Asklepios den nördlichen, zum Marschweg hin gelegenen Teil des weitläufigen Geländes an einen Bauträger verkauft, der darauf rund 300 Wohneinheiten errichten möchte; der entsprechende Bebauungsplan (Rissen 45/Sülldorf 22) befindet sich derzeit (Januar 2011) noch in der Abstimmung. In dem Klinikum arbeiten ca. 1000 Mitarbeiter.

## Organisation
Das Asklepios Westklinikum ist ein Krankenhaus der Schwerpunktversorgung. Es beherbergt unter einem Dach ein breites Spektrum medizinischer Fachbereiche. Es gehört zum inzwischen teilprivatisierten Landesbetrieb Krankenhaus Hamburg, der zu 74,9 % im Besitz des Krankenhaus-Unternehmens Asklepios Kliniken ist und heute unter dem Namen Asklepios Kliniken Hamburg GmbH firmiert.

## Fachabteilungen
- Adipositaschirurgie
- Anästhesie
- Diabetologie
- Gefäßchirurgie
- Geriatrie
- Gastroenterologie
- Kardiologie
- Neurochirurgie
- Orthopädie
- Palliativmedizin
- Psychiatrie

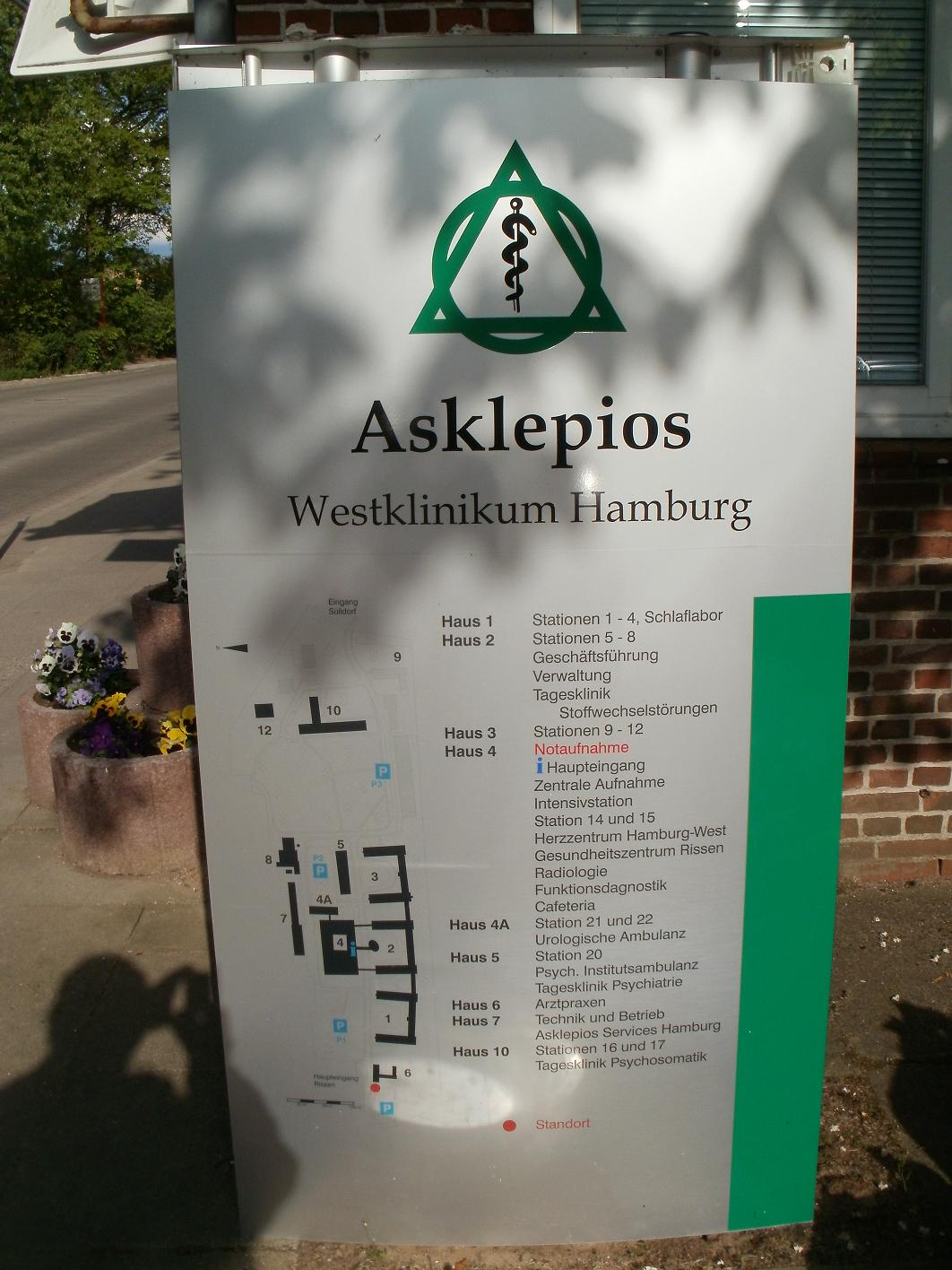
Hinweisschild Asklepios-Westklinikum-Hamburg

- Psychosomatik (stationär und Tagesklinik)
- Radiologie
- Unfallchirurgie
- Urologie
- Viszeralchirurgie
- Wirbelsäulenchirurgie
- Zentrale Notaufnahme
- Zentrale Therapieabteilung

## Patientenaufkommen
Die Klinik verfügt über 517 Betten.
Die Klinik zählt jährlich über mehr als 25.000 ambulante und stationäre Patienten.

## Verkehrsanbindung
Die Klinik wird zumindest tagsüber von der Metrobus-Linie 1 über drei Haltestellen auf dem Krankenhausgelände – Sieversstücken, Asklepios West (Ost), Asklepios West (Mitte), Asklepios West (West), Suurheid – direkt bedient; ansonsten ist sie über die Haltestelle S-Bahn-Station Rissen erreichbar.